# Clytus kabateki
Clytus kabateki là một loài bọ cánh cứng trong họ Cerambycidae.